# 戴德孺
戴德孺（1471年—1523年），字子良，號雙江，浙江臨海縣人，明朝政治人物，同進士出身。

## 生平
浙江鄉試第十五名。弘治十八年（1505年）乙丑科三甲第一百八十八名進士，歷官工部員外郎。因監蕪湖稅，有清廉之名，再升臨江府知府。朱宸濠謀反時，派遣使者收其府印，戴德孺斬殺使者，并即日戒嚴。隨後與王守仁共同平叛宸濠之亂。明世宗因其馭軍最整，獨增三秩，為雲南右布政使。船抵近徐州途中翻船，戴德孺落水而亡。後贈光祿寺卿，予一子官。

## 家族
曾祖戴鈍夫；祖父戴胤；父戴守心，母高氏；繼母許氏。具庆下。